# Морион (шлем)

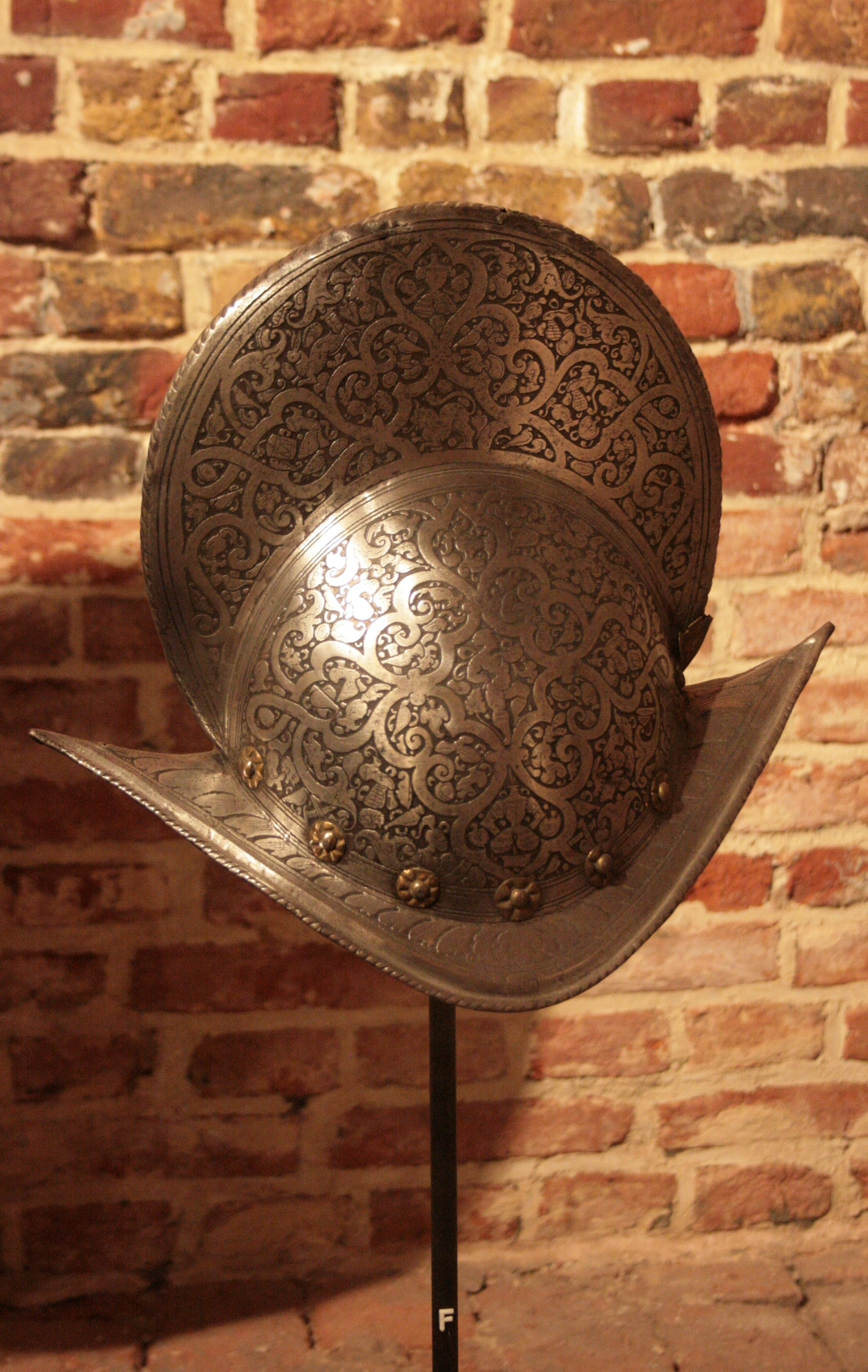
Морион

Морион (исп. morrión, фр. morion) — европейский боевой шлем эпохи Ренессанса с высоким гребнем и полями, сильно загнутыми спереди и сзади. 

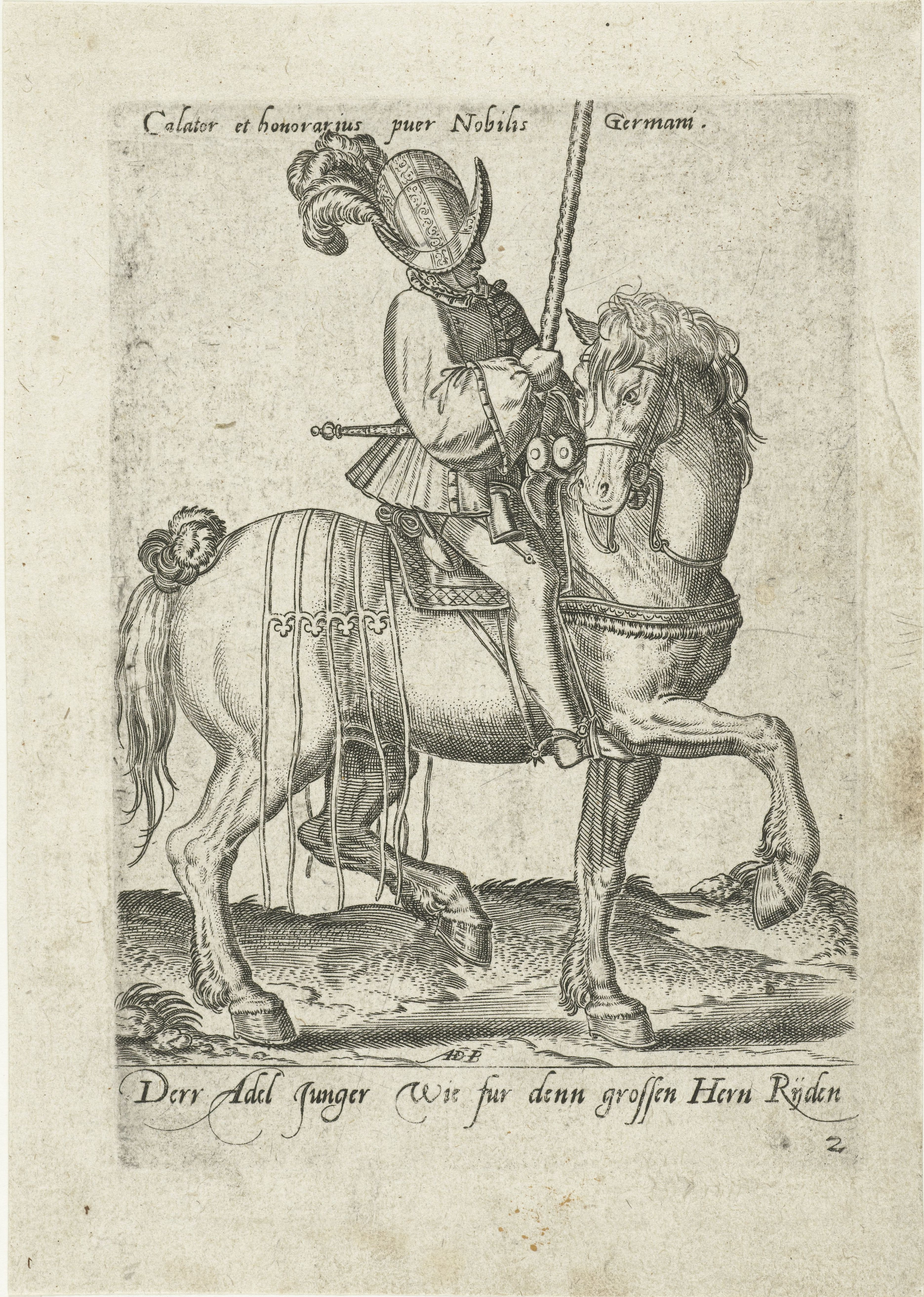
Немецкий кавалерист в морионе из альбома Авраама де Брейна (1577)

Название шлема, согласно «Словарю испанского языка» (Dictionary of the Spanish Language), издаваемому Королевской академией испанского языка, происходит от morra — букв. «макушка», «темя».
Появился предположительно в Испании в начале XVI века. Входил в комплект доспехов пеших копейщиков в войсках большинства стран Европы, в том числе в «полках нового строя» российской армии XVII века. Позднее стал элементом доспехов дворцовой стражи европейских монархов.
Дорогие морионы выковывались из одного куска металла и, как правило, были украшены сложным травлёным орнаментом или гравировкой. Дешевые склёпывались из нескольких частей и часто покрывались краской от коррозии.
В колониальных войсках использовался вплоть до начала XVIII века.